# Hold On (En Vogue)
Hold On è un brano musicale R&B del gruppo statunitense En Vogue, scritto dai membri del gruppo insieme ai produttori del brano, Denzil Foster e Thomas McElroy. Il brano fu pubblicato nel 1990 come singolo di debutto del gruppo tratto dall'album Born to Sing ed ebbe un enorme successo: raggiunse la posizione numero 1 della classifica R&B di Billboard e la numero 2 della classifica statunitense, vendendo oltre un milione di copie e ottenendo così la certificazione di disco di platino dalla RIAA. Il singolo vinse un premio sia ai Billboard Music Awards che ai Soul Train Awards.
Il brano, per tutta la sua durata, campiona il giro di chitarra da "The Payback" di James Brown, brano del 1973, contenuto nell'album omonimo.

## Video
Il videoclip del brano è stato diretto da Tarsem e vede le quattro cantanti vestite in tubini neri aderenti che ballano e cantano sotto un riflettore, su uno sfondo prima nero poi a colori. Le immagini del gruppo sono alternate con quelle di ballerini a torso nudo che eseguono passi di danza hip hop. Tra questi c'è anche Djimon Hounsou.

## Riconoscimenti
Il brano ricevette nomination a diversi premi, vincendo in molti casi. Fu nominato agli American Music Award come "Miglior Singolo Dance" e ai Billboard Music Awards come Top Dance Sales 12" Single e Top R&B Single, vincendo in quest'ultimo caso. Durante la cerimonia della premiazione, le En Vogue salirono sul palco per ricevere il premio e intonarono un discorso di ringraziamento canoro sulle rime dell'intro a cappella della canzone stessa, cambiando solo le parole. Ai Soul Train Awards del 1991 la canzone vinse come "Miglior Singolo R&B/Soul di un Gruppo o un Duo", e ricevette altre due nomination come "Miglior Canzone R&B/Soul" e "Miglior Video R&B/Soul".
Il canale musicale VH1 ha inserito il brano tra le 40 migliori canzoni R&B degli anni 1990 al numero 39; le En Vogue sono presenti nella stessa classifica al numero 11 con My Lovin' (You're Never Gonna Get It).

## Ricezione
Il singolo raggiunse la prima posizione della classifica R&B di Billboard il 26 maggio 1990, e passò 23 settimane in totale in classifica, di cui due passate alla prima posizione. Il 30 giugno invece, quasi un mese più tardi, il singolo raggiunse la posizione numero 1 della classifica di Billboard dei brani più suonati nelle discoteche statunitensi. Il singolo entrò nella top10 della Hot 100 mentre era tra le prime posizioni un altro brano chiamato Hold On di un altro gruppo femminile, il singolo delle Wilson Phillips. Il singolo raggiunse la posizione numero 2 della classifica il 21 luglio, e passò 25 settimane in questa classifica. Il singolo vendette velocemente più di un milione di copie, ottenendo in questo modo dalla RIAA la certificazione di disco di platino il 18 giugno 1990.
Nelle classifiche di fine anno dedicate ai singoli di maggior successo, Billboard inserì il singolo alla prima posizione nella classifica dei singoli R&B del 1990 e all'ottava in quella generale.
Il singolo ebbe successo anche all'estero. Raggiunse la posizione numero 5 sia nel Regno Unito che in Nuova Zelanda, dove passò dieci settimane nella top20 su diciotto totali in classifica. Nei Paesi Bassi debuttò al numero 70 e raggiunse poche settimane più tardi la posizione numero 10, dove rimase per due settimane di seguito.

## Classifiche
| Classifica (1990)                  | Posizione |
| ---------------------------------- | --------- |
| Irlanda                            | 18        |
| Nuova Zelanda                      | 5         |
| Paesi Bassi                        | 10        |
| Regno Unito                        | 5         |
| US Billboard Hot 100               | 2         |
| US Billboard Hot R&B/Hip-Hop Songs | 1         |
| US Hot Dance Club Songs            | 1         |

## Tracce
7" Single
1. Hold On (7" Edit)		4:23
2. Hold On (Instrumental) 3:56